# U-737
| U-737                      | U-737                                                          | U-737                                                          |
| -------------------------- | -------------------------------------------------------------- | -------------------------------------------------------------- |
|                            |                                                                |                                                                |
|                            |                                                                |                                                                |
|                            |                                                                |                                                                |
| Під прапором               | Третій рейх                                                    | Третій рейх                                                    |
| Спуск на воду              | 21 листопада 1942 року                                         | 21 листопада 1942 року                                         |
| Виведений зі складу флоту  | 19 грудня 1944 року                                            | 19 грудня 1944 року                                            |
| Сучасний статус            | затоплений                                                     | затоплений                                                     |
| Проєкт                     |                                                                |                                                                |
| Тип ПЧ                     | Торпедний ДПЧ                                                  | Торпедний ДПЧ                                                  |
| Основні характеристики     |                                                                |                                                                |
| Швидкість (надводна)       | 17,7 вузлів                                                    | 17,7 вузлів                                                    |
| Швидкість (підводна)       | 7,6 вузлів                                                     | 7,6 вузлів                                                     |
| Робоча глибина занурення   | 100 м                                                          | 100 м                                                          |
| Гранична глибина занурення | 220 м                                                          | 220 м                                                          |
| Екіпаж                     | 44 осіб                                                        | 44 осіб                                                        |
| Розміри                    |                                                                |                                                                |
| Довжина найбільша (по КВЛ) | 67,1 м                                                         | 67,1 м                                                         |
| Ширина корпусу найб.       | 6,2 м                                                          | 6,2 м                                                          |
| Висота                     | 9,6 м                                                          | 9,6 м                                                          |
| Середня осадка (по КВЛ)    | 4,70 м                                                         | 4,70 м                                                         |
| Водотоннажність надводна   | 769 т                                                          | 769 т                                                          |
| Озброєння                  |                                                                |                                                                |
| Артилерія                  | одна палубна гармата калібру 88-мм, одна 20-мм зенітна гармата | одна палубна гармата калібру 88-мм, одна 20-мм зенітна гармата |
| Торпедно- мінне озброєння  | 4 носових і один кормовий ТА. 14 торпед або 26 мін             | 4 носових і один кормовий ТА. 14 торпед або 26 мін             |

U-737 — німецький підводний човен типу VIIC часів Другої світової війни.
Замовлення на будівництво човна було віддане 10 квітня 1941 року. Човен був закладений на верфі суднобудівної компанії «F Schichau GmbH» у місті Данциг 14 лютого 1942 року під заводським номером 1534, спущений на воду 21 листопада 1942 року, 30 січня 1943 року увійшов до складу 8-ї флотилії. Також за час служби входив до складу 13-ї флотилії.
Човен зробив 9 бойових походів в яких не потопив та не пошкодив жодного судна.
19 грудня 1944 року затонув в Норвезькому морі у Вестфйорді (68°10′ пн. ш. 15°28′ сх. д. / 68.167° пн. ш. 15.467° сх. д.) після зіткнення з німецьким тральщиком MRS 25. 31 члени екіпажу загинули, 20 врятовані.

## Командири
- Оберлейтенант-цур-зее Вольфганг Пешель (30 січня — 4 лютого 1943)
- Капітан-лейтенант Пауль Бразак (5 лютого 1943 — 24 листопада 1944)
- Оберлейтенант-цур-зее Фрідріх-Август Гройс (25 листопада — 19 грудня 1944)